# Karruhippus albicornis
Karruhippus albicornis är en insektsart som beskrevs av Brown, H.D. 1989. Karruhippus albicornis ingår i släktet Karruhippus och familjen gräshoppor. Inga underarter finns listade i Catalogue of Life.